# Amtsgericht Bad Nauheim
Das Amtsgericht Bad Nauheim war von 1879 bis 1968 ein hessisches Amtsgericht mit Sitz in Bad Nauheim.

## Geschichte

### Gründung
Am 1. Oktober 1879 wurde das Amtsgericht Nauheim gegründet. Anlass war das Gerichtsverfassungsgesetz von 1877, das die Gerichtsverfassung im Deutschen Reich vereinheitlichte und nun auch im Großherzogtum Hessen umgesetzt wurde. Funktional ersetzte das neue Amtsgericht das gleichzeitig aufgelöste Landgericht Nauheim. Das Amtsgericht Nauheim wurde dem Bezirk des ebenfalls neu errichteten Landgerichts Gießen zugeordnet.

### Weitere Entwicklung
Am 1. Juli 1911 wurde die Gemeinde Dorheim vom Amtsgerichtsbezirk Bad Nauheim abgetrennt und dem Bezirk des Amtsgerichts Friedberg zugeordnet.

### Ende
Am 1. Juli 1968 wurde das Amtsgerichts Bad Nauheim aufgelöst und dessen Gerichtsbezirk mit dem des Amtsgerichts Friedberg vereinigt.

## Bezirk

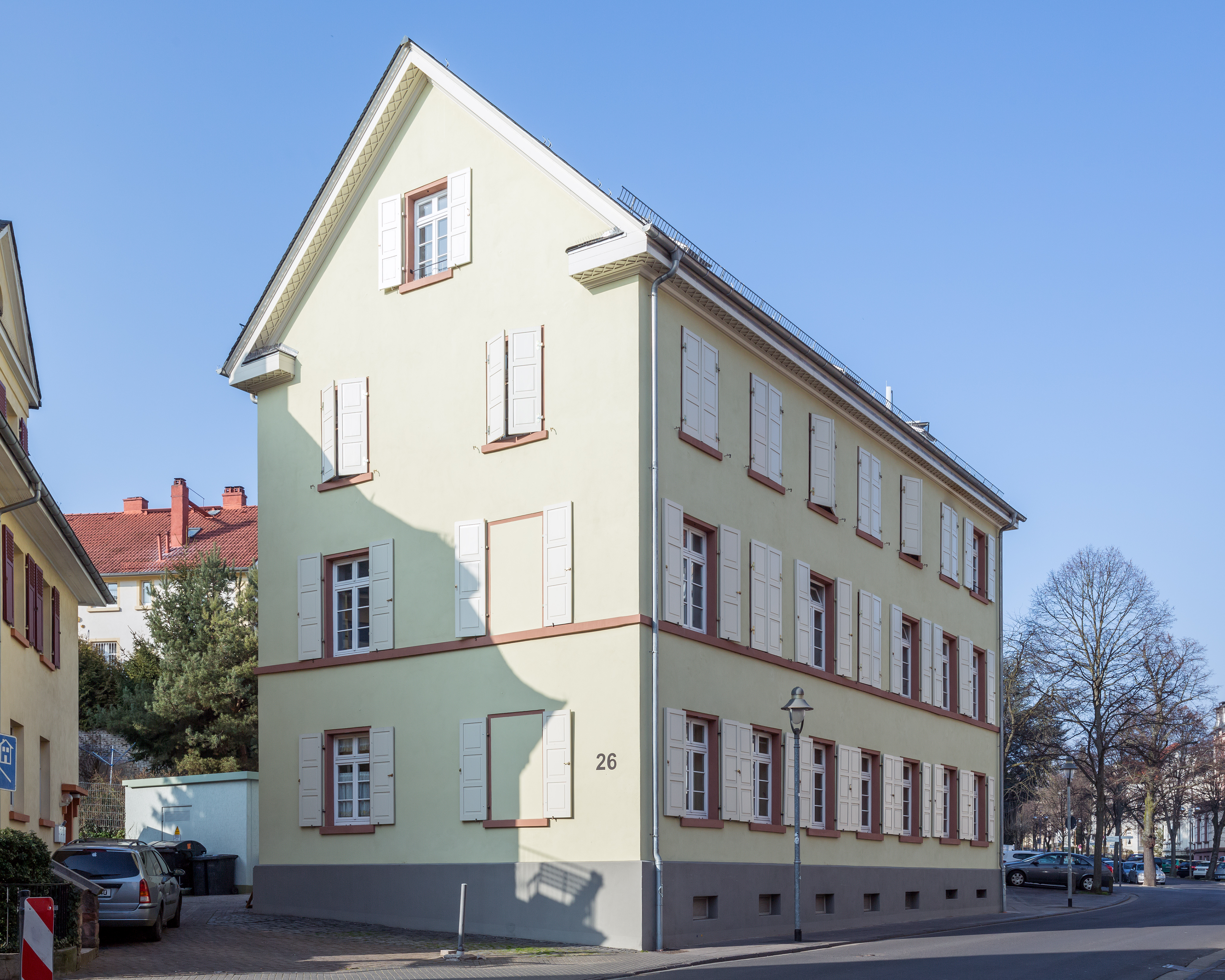
Ehemaliges Amtsgerichtsgebäude

| Gemeinde      | Herkunft            | Zugang | Abgang | Verbleib              |
| ------------- | ------------------- | ------ | ------ | --------------------- |
| Dorheim       | Landgericht Nauheim | 1879   | 1911   | Amtsgericht Friedberg |
| Nauheim       | Landgericht Nauheim | 1879   | 1968   | Amtsgericht Friedberg |
| Nieder-Mörlen | Landgericht Nauheim | 1879   | 1968   | Amtsgericht Friedberg |
| Ober-Mörlen   | Landgericht Nauheim | 1879   | 1968   | Amtsgericht Friedberg |
| Rödgen        | Landgericht Nauheim | 1879   | 1968   | Amtsgericht Friedberg |
| Schwalheim    | Landgericht Nauheim | 1879   | 1968   | Amtsgericht Friedberg |
| Wisselsheim   | Landgericht Nauheim | 1879   | 1968   | Amtsgericht Friedberg |

## Gerichtsgebäude
Das Gebäude des ehemaligen Amtsgerichtes wurde anlässlich der Verlegung des Justizamtes Dorheim nach Nauheim 1847 auf dem ehemaligen Burgareal errichtet, ein dreigeschossiger Massivbau mit Satteldach. Es steht mit sieben Fensterachsen traufseitig zur Straße und ist nur spärlich durch einen Sockel, ein umlaufendes Brüstungsgesims im ersten Obergeschoss und das Traufgesims gegliedert. Heute ist das Gebäude aufgrund des Hessischen Denkmalschutzgesetzes ein Kulturdenkmal aus geschichtlichen Gründen.